# في أر جروب
في أر جروب بي أل سي ( الفنلندية: VR-Yhtymä Oyj )  ، ( السويدية: VR-Group Abp ),  المعروفة باسم في أر ، هي شركة سكك حديدية مملوكة للحكومة في فنلندا . تتمثل أهم وظيفة لشركة في أر في تشغيل خدمات السكك الحديدية للركاب في فنلندا مع 250 خدمة قطارات طويلة المسافة و800 خدمة قطارات ركاب كل يوم.  مع 7500 موظف ومبيعات صافية بلغت 1251 مليون يورو في عام 2017، تُعد في أر واحدة من أهم المشغلين في منطقة سوق النقل العام الفنلندية. 
تم إنشاء الواقع الافتراضي في عام 1995 بعد أن كان يُعرف باسم (السكك الحديدية الحكومية الفنلندية) من 1862 إلى 1922، و فالتيونروتاتييت ('السكك الحديدية الحكومية')، من عام 1922 إلى عام 1995.
كجزء من الشركة، تُعد شركة أفاسيرا شركة تابعة لخدمات تقديم الطعام على متن السفن، وشركة بوهجولان ليكين لخدمات نقل الحافلات، وشركة في أر تراك لتطوير وصيانة البنية التحتية، وشركة في أر ترانس بوينت للشحن. منذ عام ٢٠١٧، يقع مقرها الرئيسي في إسو باجا مبنى كان يشغله سابقًا شركة البث المملوكة للدولة أوليسراديو ، في وسط شمال هلسنكي .

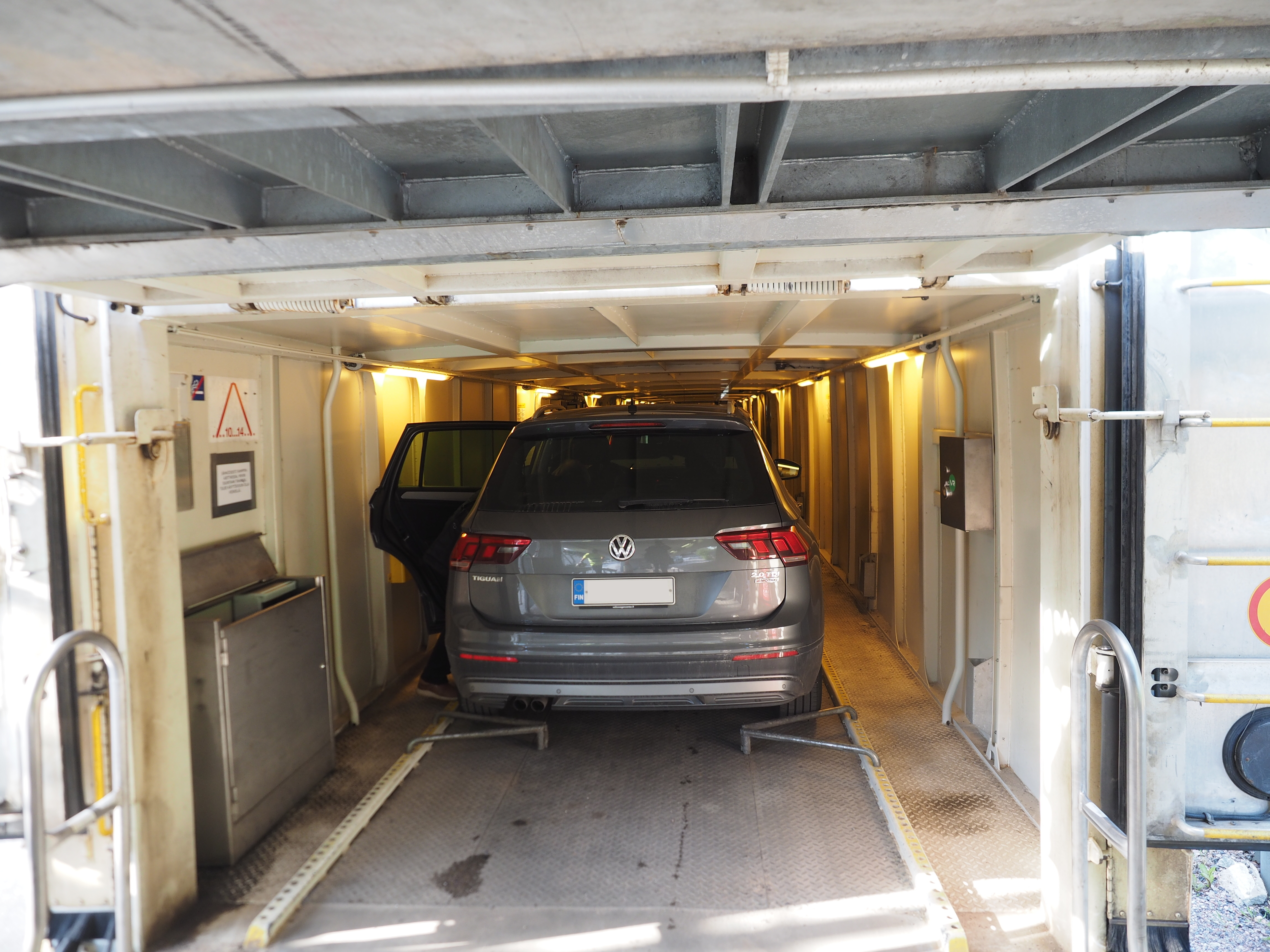
بالنسبة لخدمات السكك الحديدية، يقود الركاب سياراتهم على متن عربات نقل السيارات بأنفسهم، ثم يتركون العربة المذكورة أعلاه سيرًا على الأقدام للصعود إلى عربة الركاب.

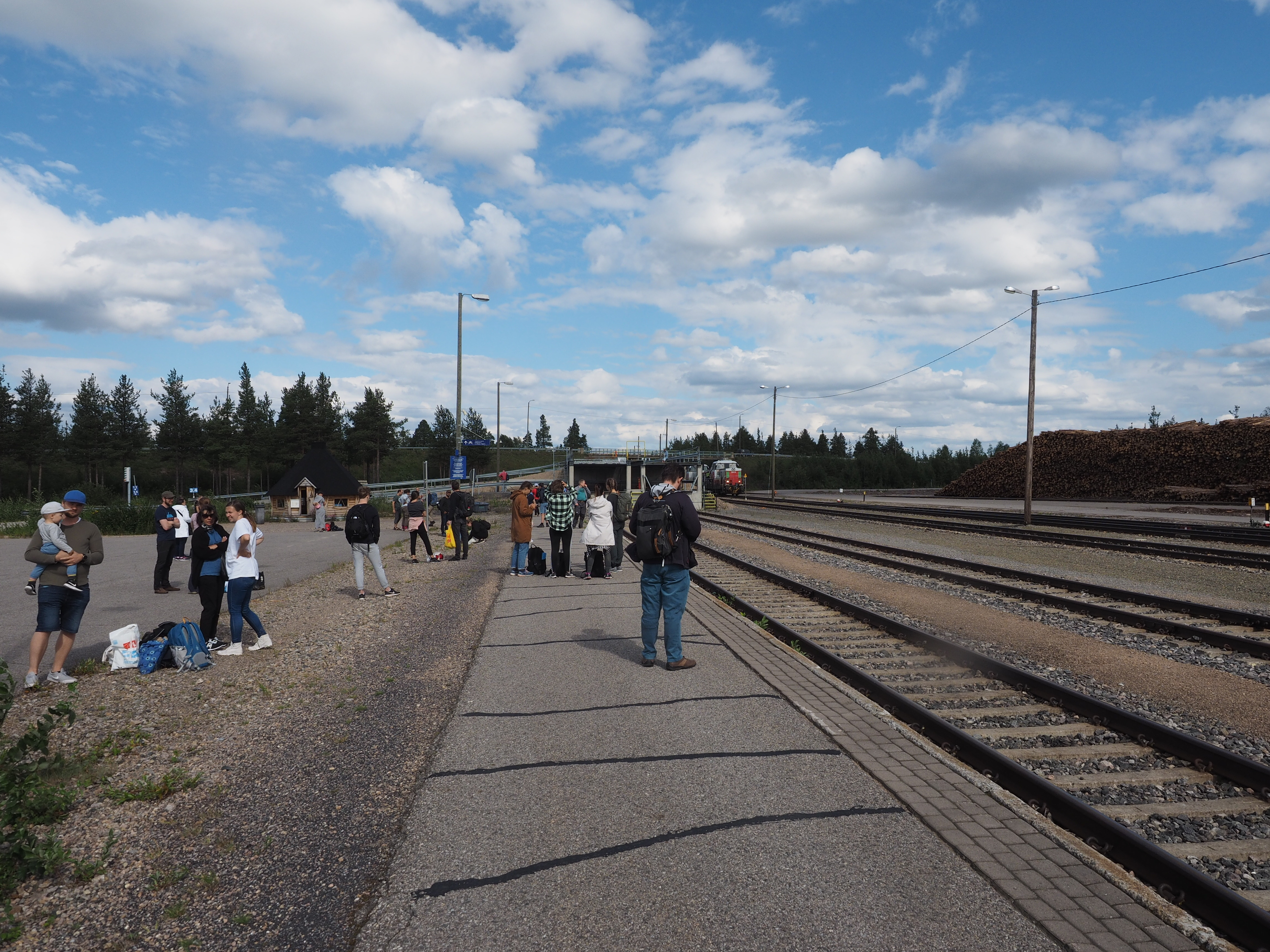
الناس ينتظرون تفريغ سياراتهم من القطار في محطة سكة حديد كولاري.

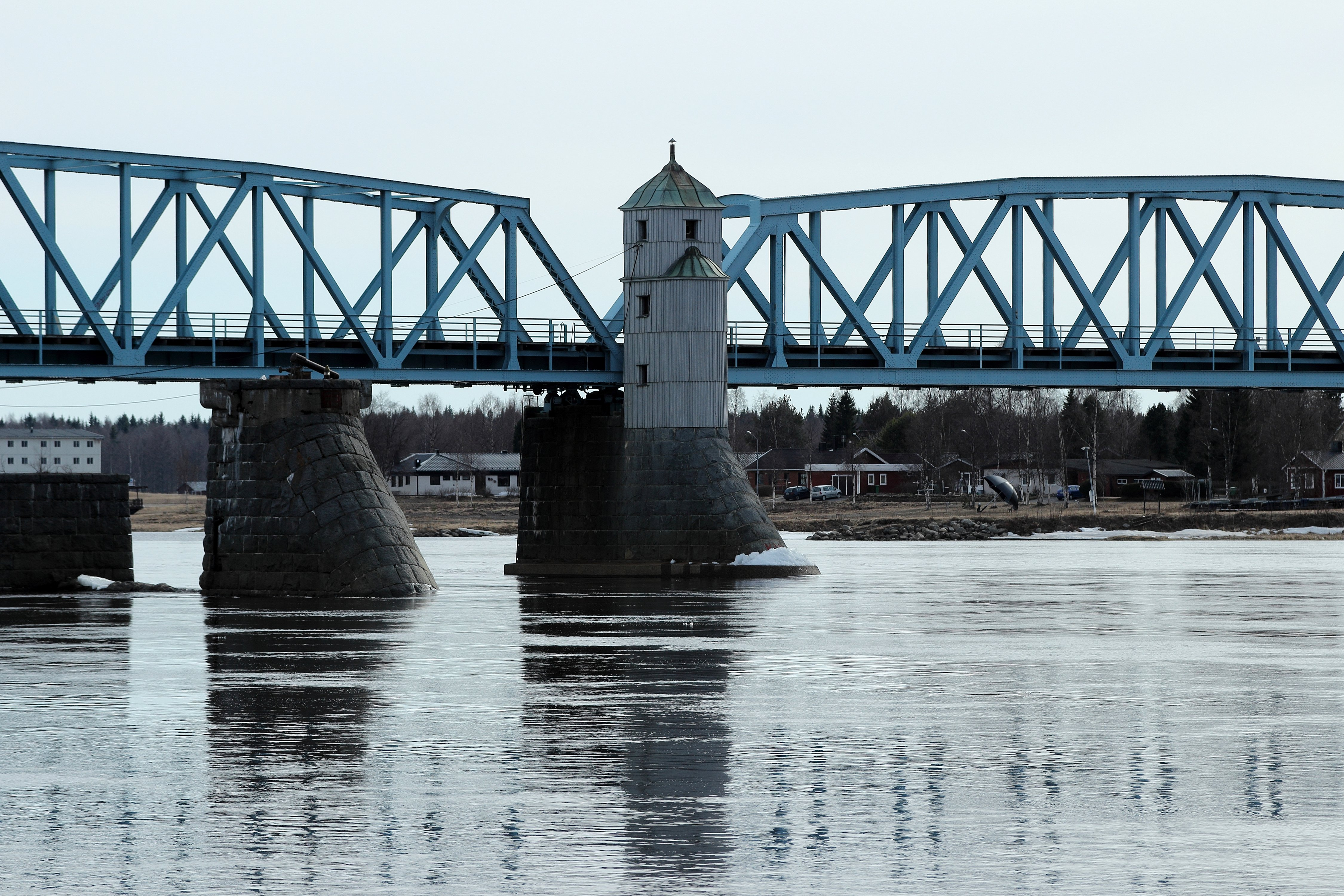
جسر للسكك الحديدية يربط بين تورنيو الفنلندية وهاباراندا السويدية.

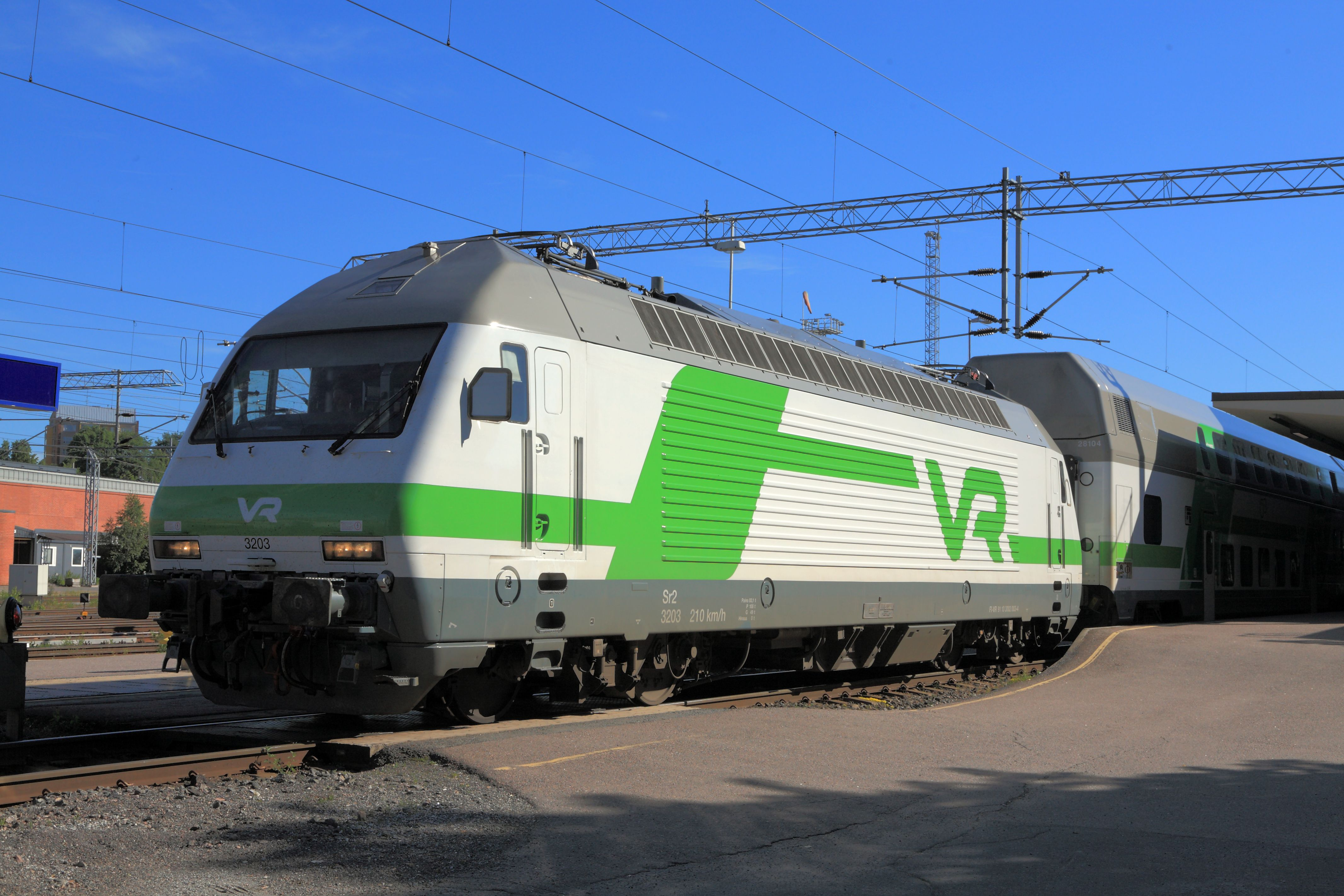
قاطرة كهربائية من فئة VR Sr2 في محطة توركو المركزية.

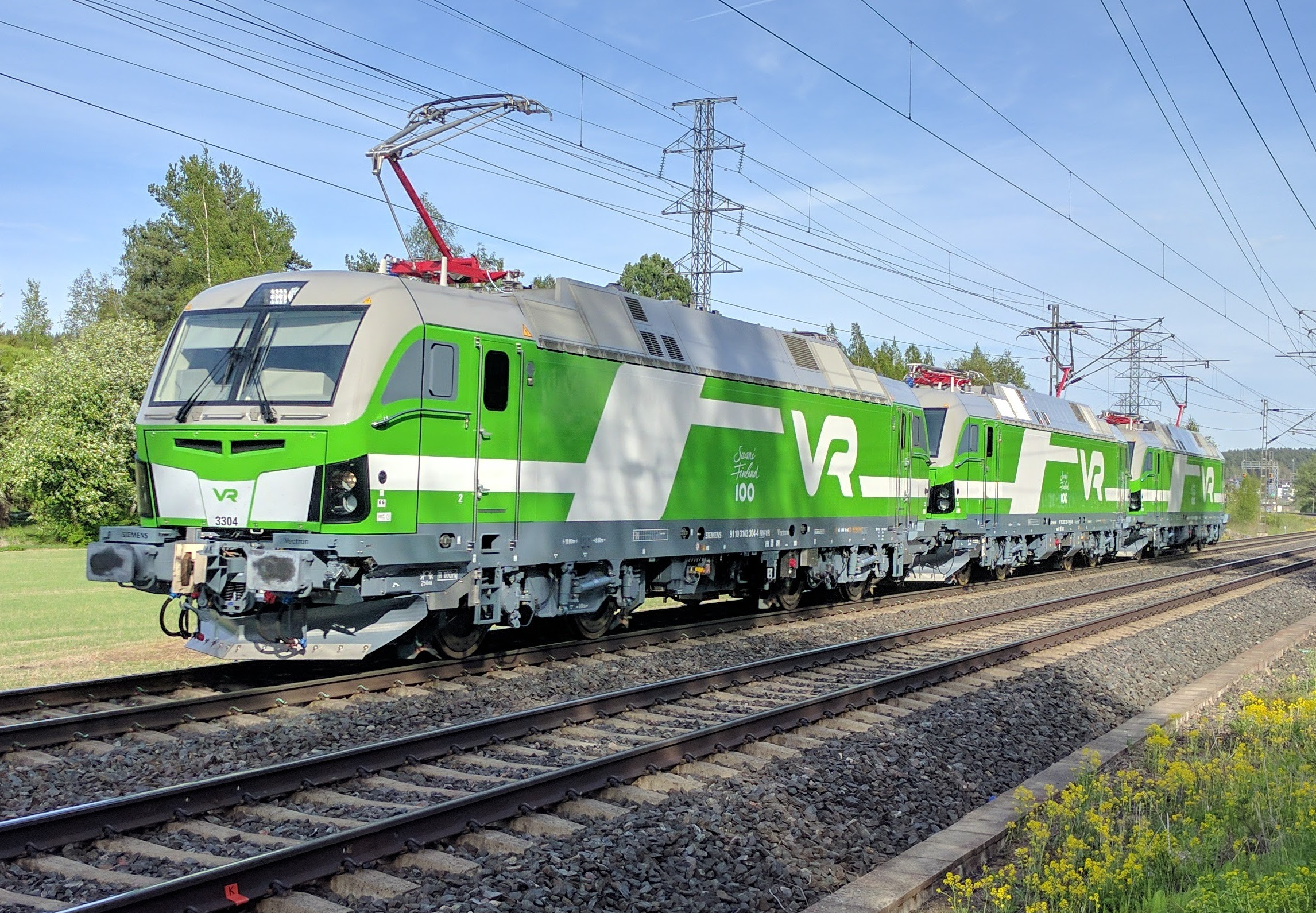
ثلاث قاطرات من فئة VR Sr3 بين محطتي هامينلينا وبارولا.

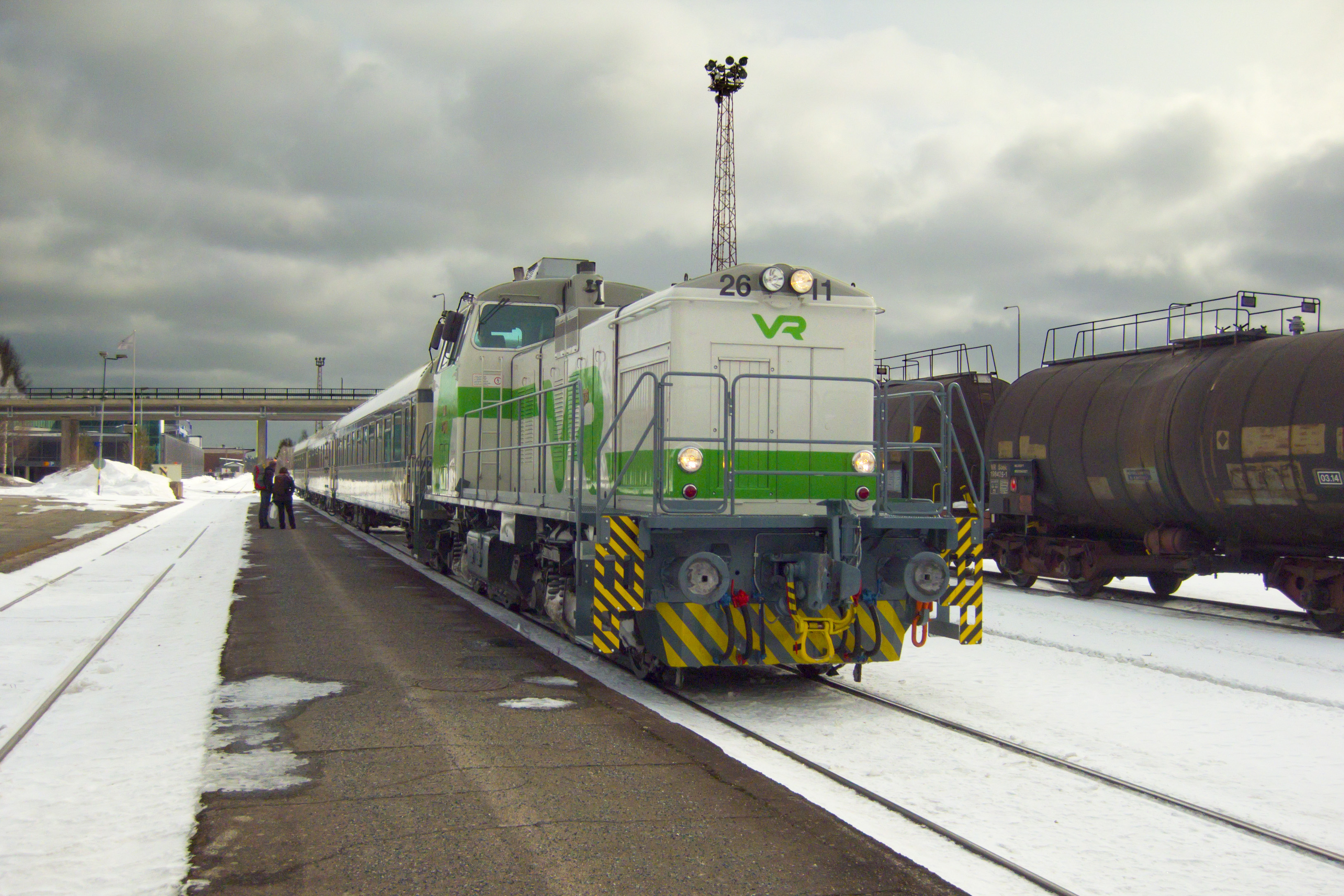
قاطرة ديزل تم تجديدها وإعادة تلوينها تسحب قطارًا إقليميًا إلى محطة سكة حديد فاركاوس في عام 2011.

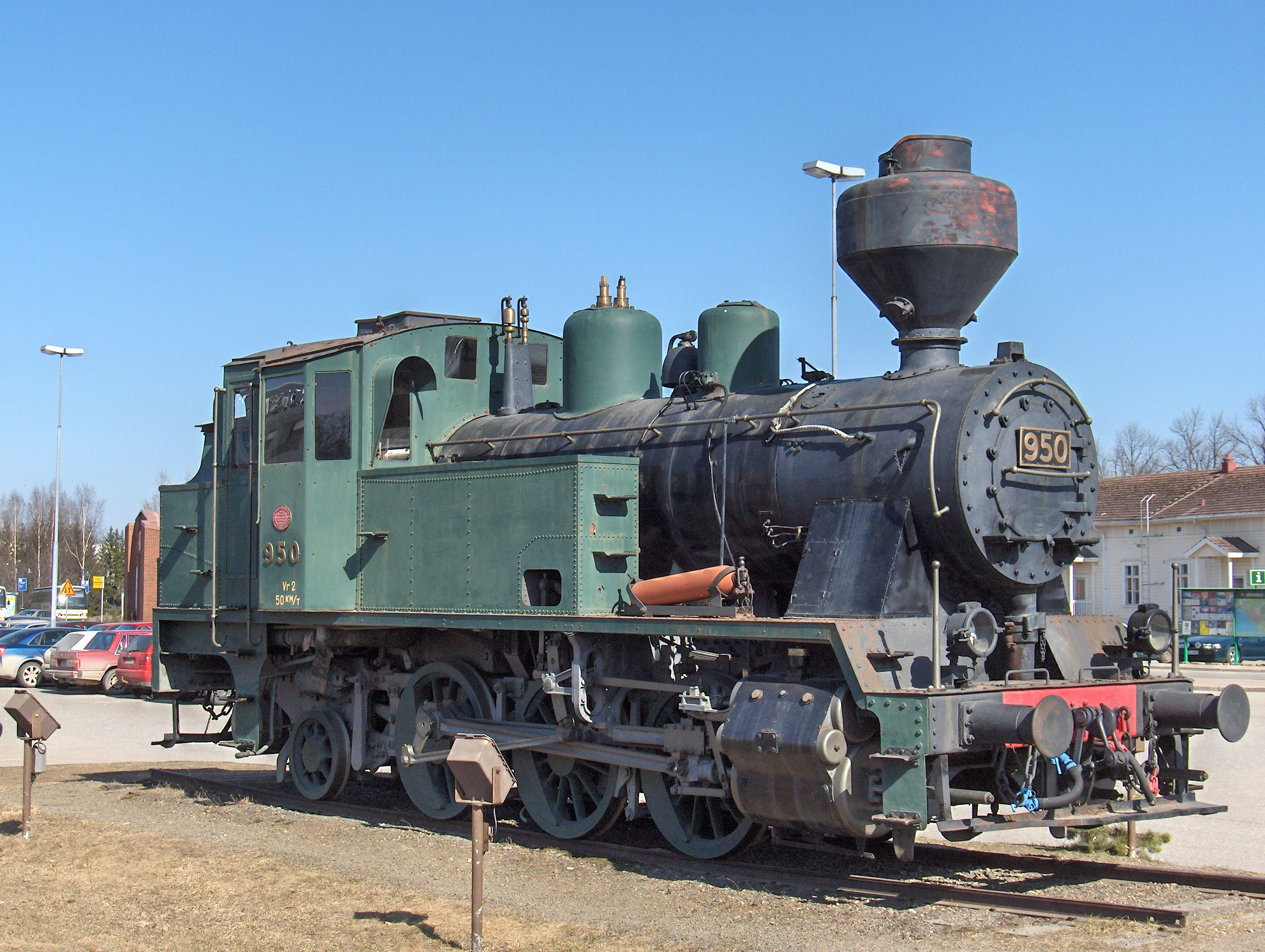
قاطرة بخارية محفوظة من فئة Vr2 في محطة سكة حديد جونسو.

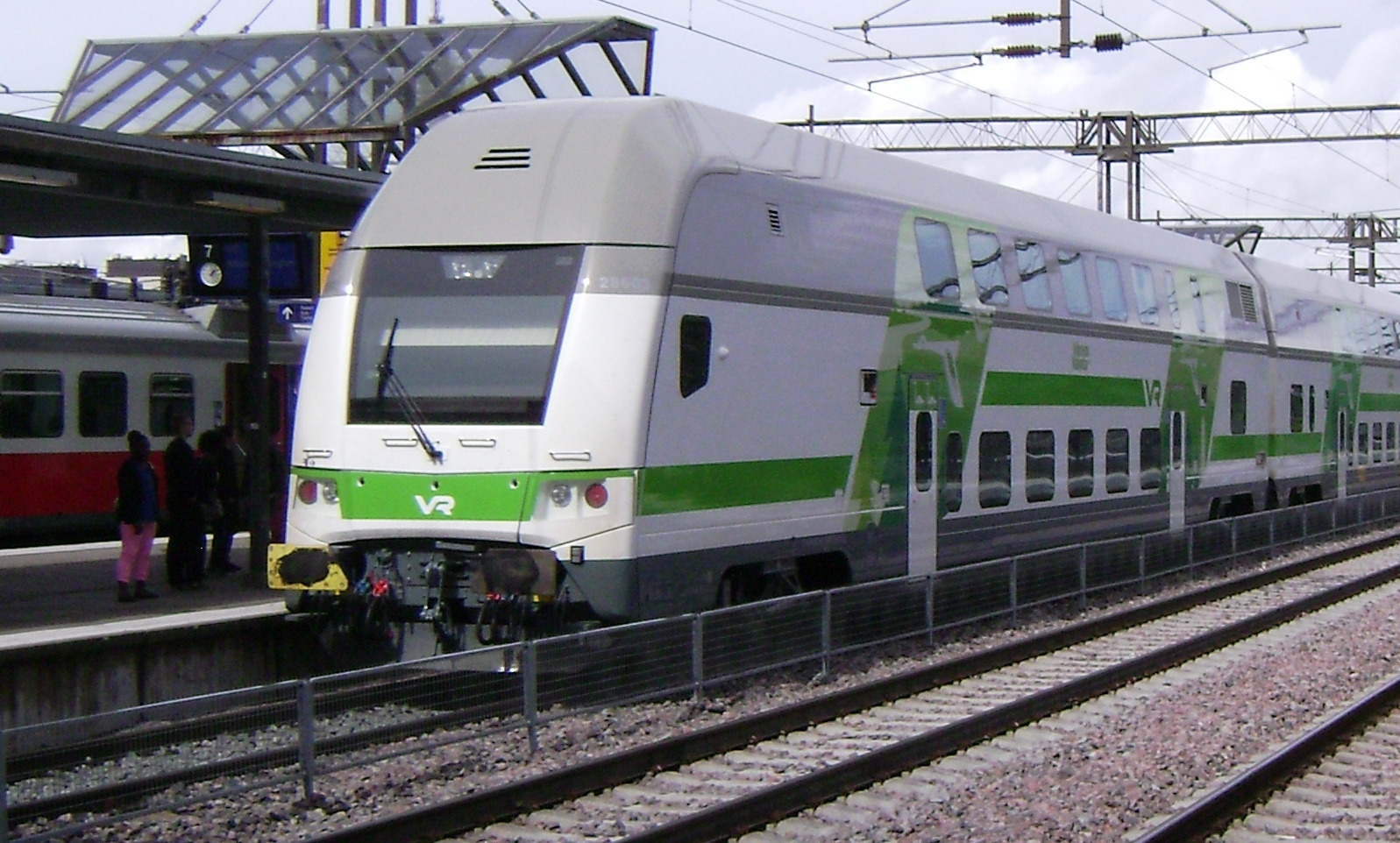
يتم استخدام سيارات التحكم من الفئة Edo في طرق مختارة (تظهر هنا في محطة سكة حديد باسيلا).

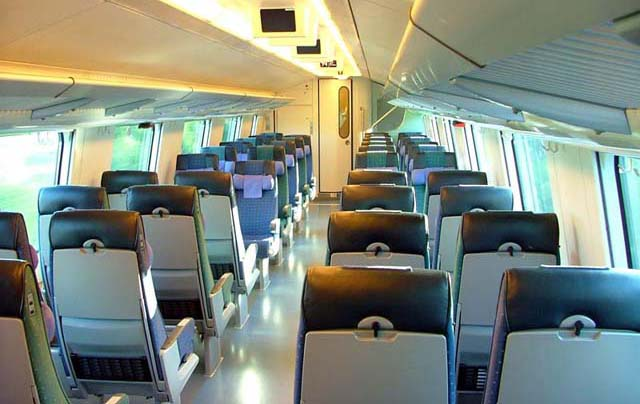
منظر داخلي للطابق العلوي لعربة VR InterCity2 ذات الطابقين.

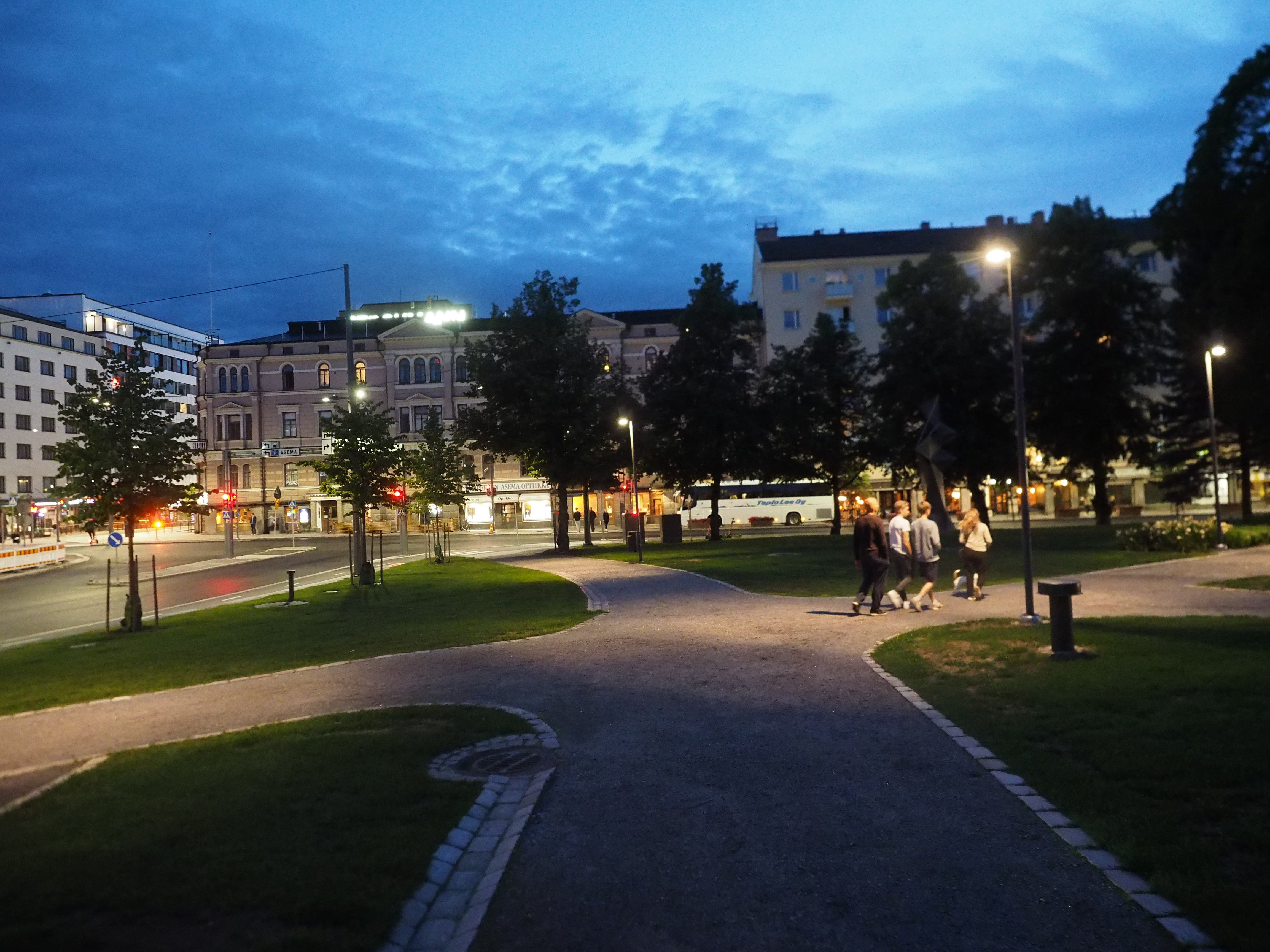
تتوقف القطارات النائمة بين هلسنكي ولابلاند عادة في تامبيري لمدة نصف ساعة تقريبًا في منتصف الليل، مما يمنح الركاب المغامرين الوقت لزيارة المدينة لفترة وجيزة.

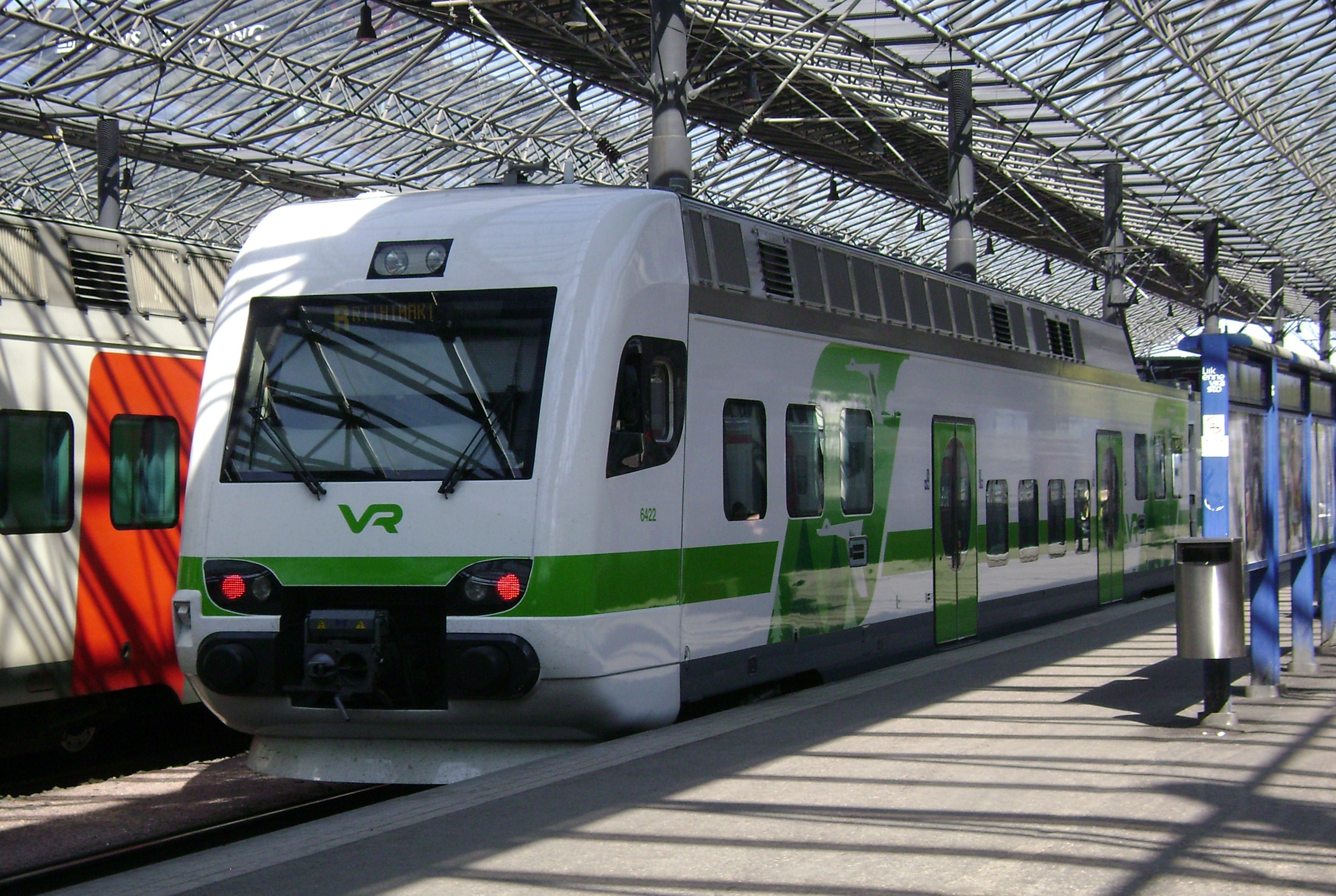
فئة VR Sm4 EMU في محطة سكة حديد هلسنكي.

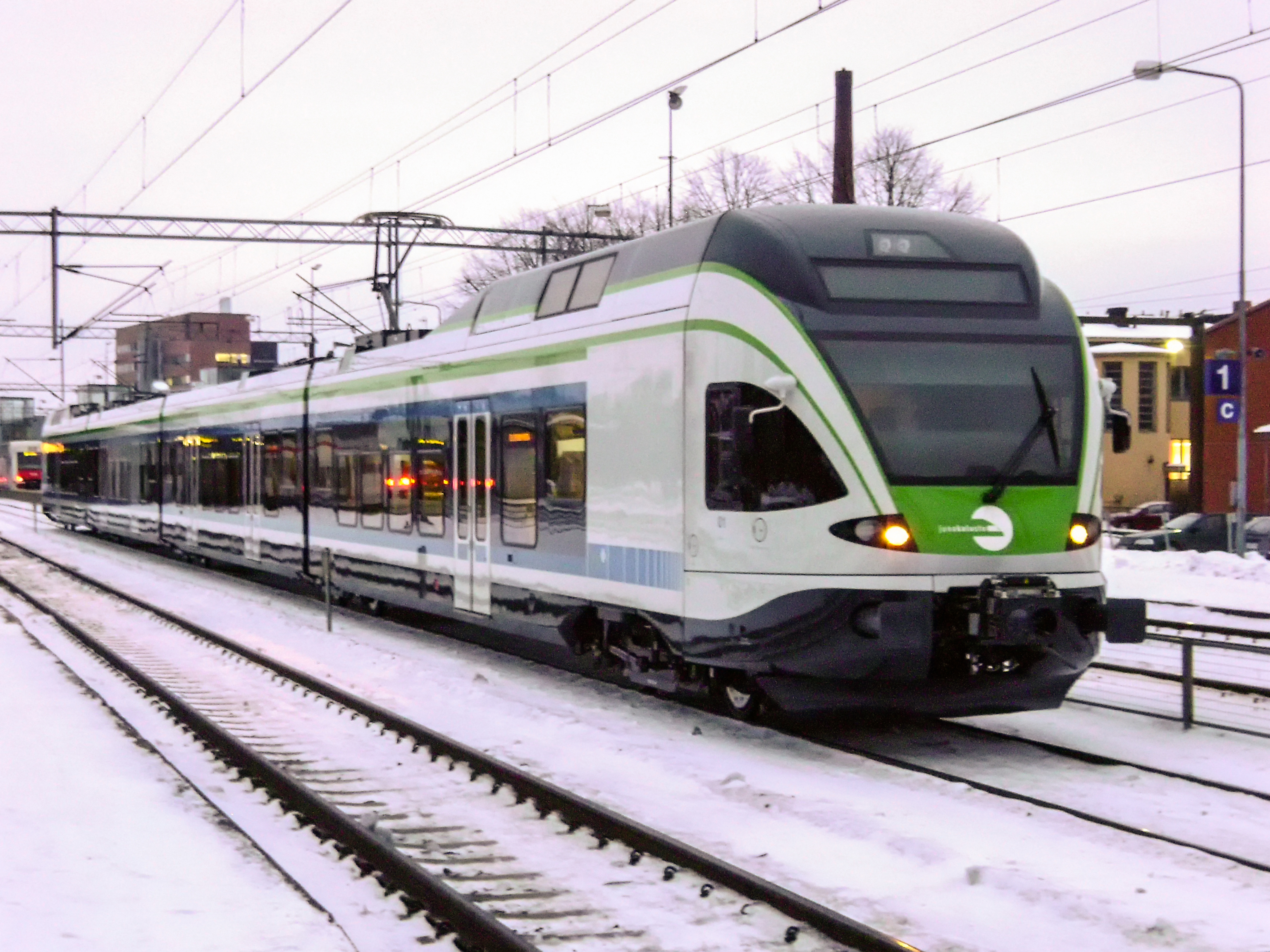
قطار JKOY فئة Sm5 المحلي في ريهيماكي.

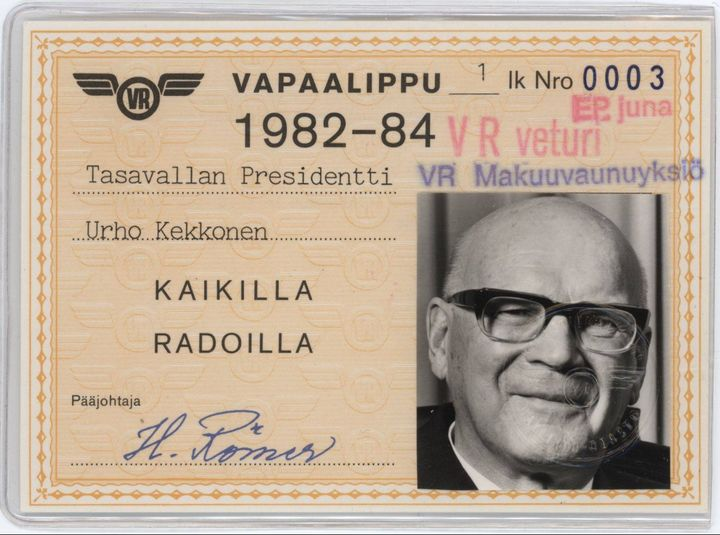
تذكرة الواقع الافتراضي المجانية للرئيس الفنلندي الثامن أورهو كيكونن لشبكة السكك الحديدية الفنلندية من ثمانينيات القرن العشرين

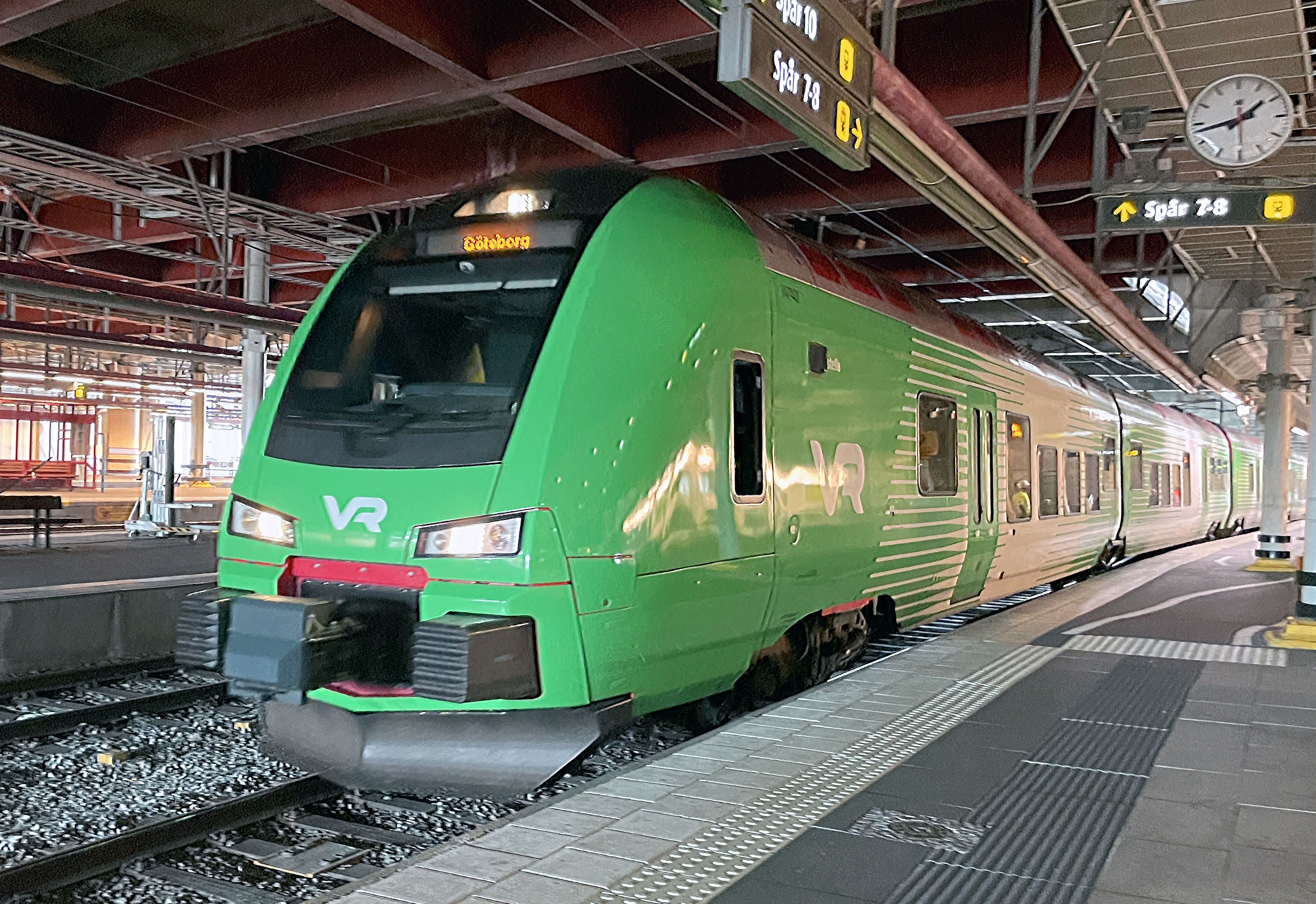
قطار VR X74 في محطة ستوكهولم المركزية
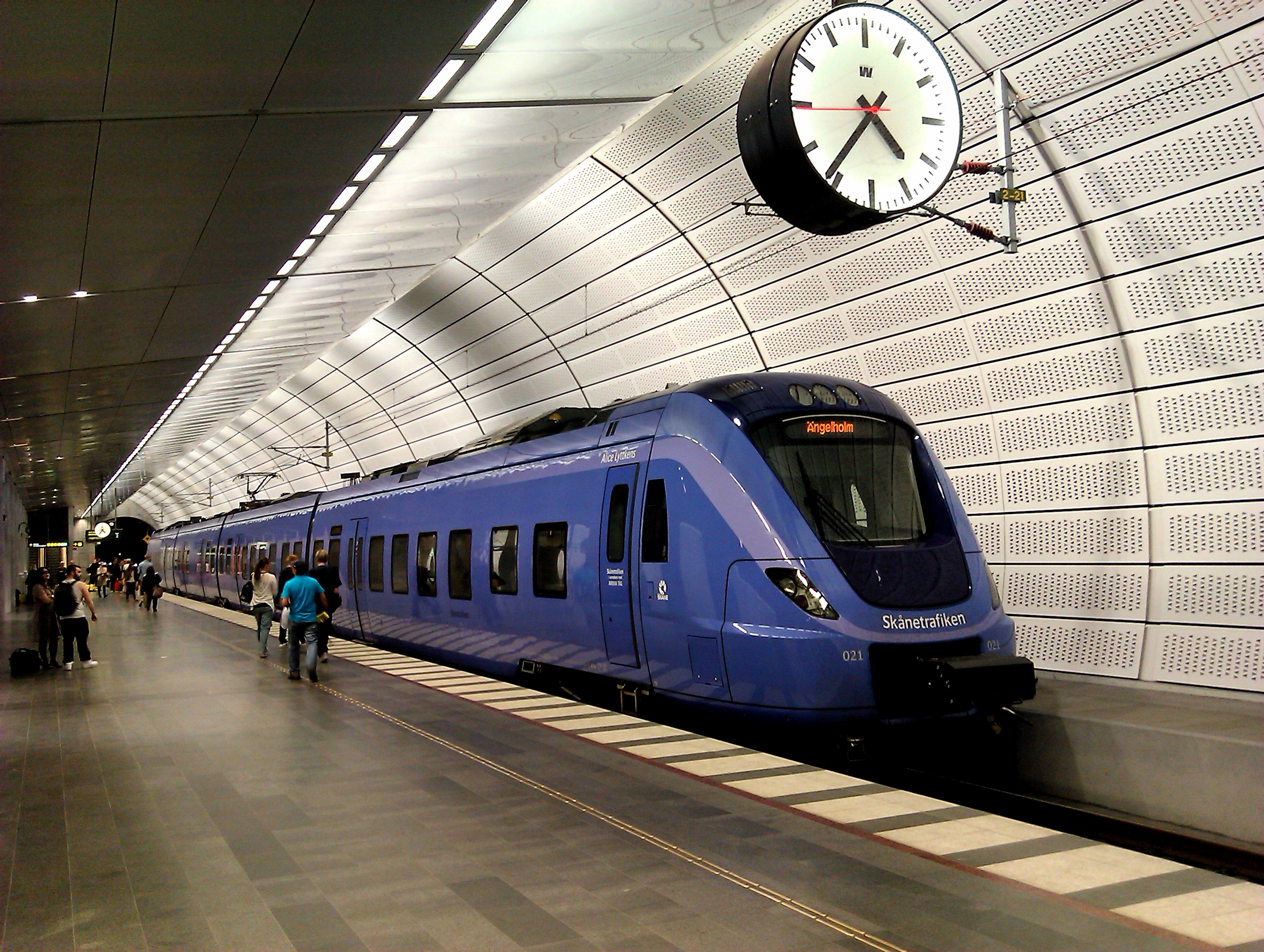
قطار باجاتاج مالامو تديره شركة في أر سفيراج
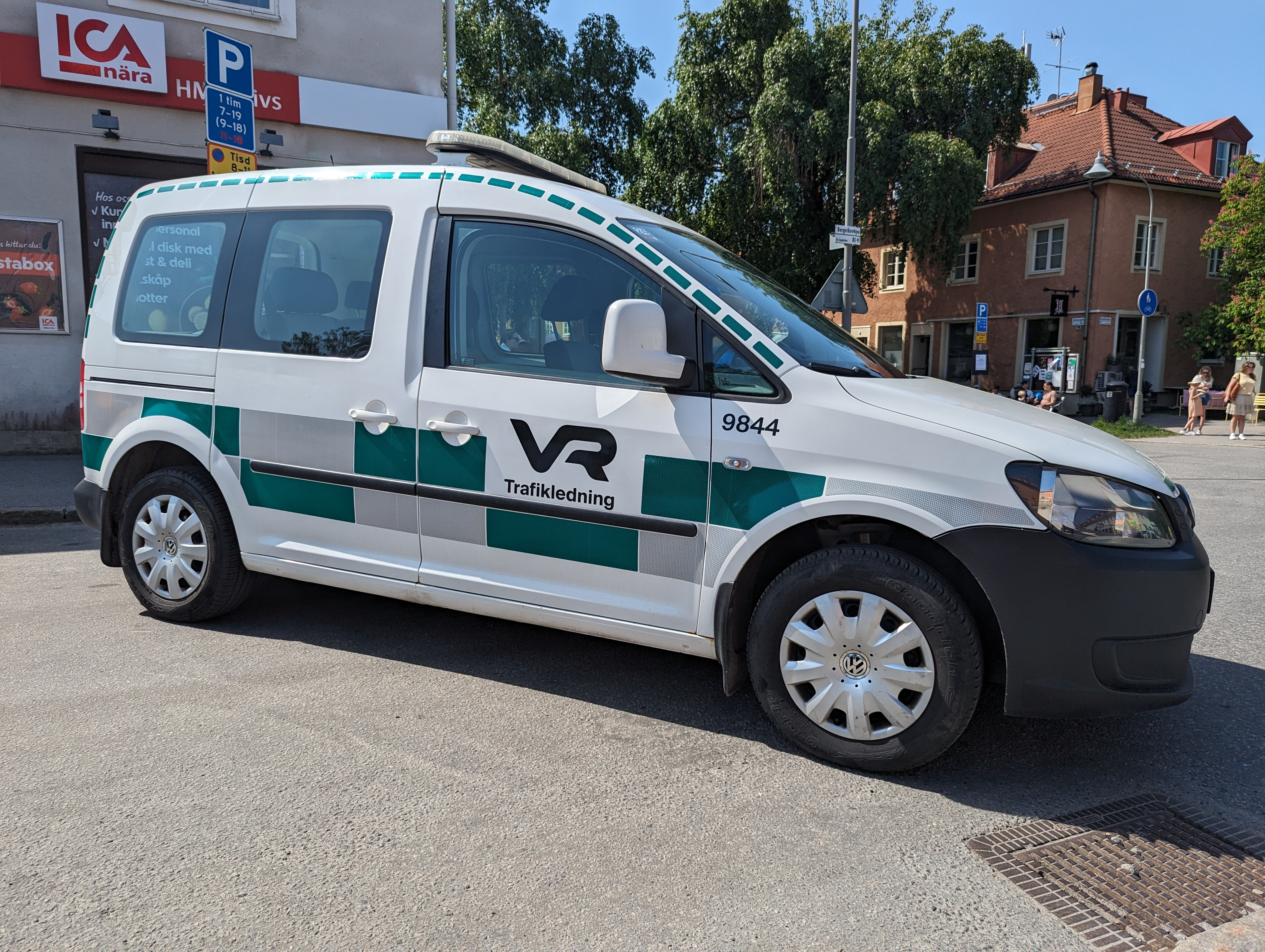
مركبة دعم الواقع الافتراضي لـ تي في أربانان

## أنظر أيضاً
- حافلة إكسبريس
- النقل بالسكك الحديدية في فنلندا
- متحف السكك الحديدية الفنلندية
- قائمة القاطرات الفنلندية

### الأدب
- Alameri, Mikko (1979). Suomen rautatiet (بالفنلندية والألمانية). Verlag Josef Otto Slezak. ISBN:3-900134-52-9.

## روابط خارجية
- الواقع الافتراضي
- مجموعة الواقع الافتراضي
- إدارة السكك الحديدية الفنلندية
- جمعية تاريخ السكك الحديدية الفنلندية نسخة محفوظة 27 September 2007 على موقع واي باك مشين.
- متحف السكك الحديدية الفنلندية
- صفحة السكك الحديدية لفنلندا (يديرها كيمو كوتيماكي) نسخة محفوظة 21 December 2016 على موقع واي باك مشين.
- ترانس تيك أوي (شركة تصنيع عربات السكك الحديدية الفنلندية، المعروفة سابقًا باسم تالجو أوي)
- قاطرات البخار في فنلندا بما في ذلك متحف السكك الحديدية الفنلندية
- وصف مصور لسكك حديد فنلندا في ثلاثينيات القرن العشرين